# Yorman Polas Bartolo
Yorman Polas Bartolo (Camagüey, 8 de agosto de 1985) es un jugador de baloncesto cubano nacionalizado alemán que pertenece a la plantilla del MHP Riesen Ludwigsburg y es internacional con la Selección de baloncesto de Cuba. Con 1,93 metros de estatura, juega en la posición de alero.

## Carrera

### Amateur
Se formó como jugador y destacó en las filas de los Tigres de Camagüey, de su ciudad natal, donde jugó las temporadas 2010-2012 de la Liga Superior de Baloncesto de Cuba, antes de trasladarse hacia Europa.

### Profesional

#### München Basket
Tras llegar a Europa, se vincula al club alemán München Basket, donde juega la temporada 2012-2013.

#### Crailsheim Merlins
En el año 2013 es contratado por el Crailsheim Merlins de la liga ProB alemana para disputar la temporada 2013-2014, donde promedia 12,3 puntos, 4,8 rebotes y 2,4 asistencias en 30 partidos.  En los PlayOffs jugó en 10 partidos junto con  10,5 puntos, 4,3 rebotes y 1,5 asistencias.

#### Gießen 46ers
En la campaña 2014- 2015 se mantiene en la liga ProB, pero está vez ficha por el Gießen 46ers, donde promedia 10,8 puntos, 5,7 rebotes y 2,1 asistencias durante 29 partidos. Ya en los PlayOffs promedió 10,1 puntos, 5,5 rebotes y 1,4 asistencias. Al año siguiente (2015-2016), en 33 partidos promedia 9,9 puntos, 3,9 rebotes y 1,4 asistencias.

#### Telekom Baskets Bonn
En 2016, firma por el Telekom Baskets Bonn, de la ProA para disputar la temporada 2016-2017, promediando  7,3 puntos, 3,3 rebotes y 1,7 asistencias. En la temporada 2017-2018, en 34 partidos promedia 8,5 puntos, 4,0 rebotes y 1,9 asistencias, en la Liga de Campeones de Baloncesto, promedia 6,3 puntos, 3,6 rebotes y 1,7 asistencias en 14 desafíos. La siguiente campaña,  2018-2019, en 34 desafíos promedió 9,0 puntos, 4,3 rebotes y 2,1 asistencias, mientras en la Champions League promedia 8,5 puntos, 5,2 rebotes y 2,3 asistencias en 11 juegos.  En la temporada 2019-2020 promedia 8,1 puntos, 4,1 rebotes y 1,0 asistencias en 20 partidos. En Europa durante 14 juegos promedia 7,4 puntos, 4,4 rebotes y 1,9 asistencias. Así culmina con este equipo durante 4 temporadas en las que sería uno de los jugadores más destacados del conjunto alemán, siendo el mejor defensor de la Basketball Bundesliga durante 2018 y 2019.

#### Skyliners Frankfurt
En el 2020 se incorpora a los Skyliners Frankfurt para disputar los PlayOffs, donde promedia 12,5 puntos, 4,3 rebotes y 1,7 asistencias.

#### MHP Riesen Ludwigsburg
En agosto de 2020 es contratado por el MHP Riesen Ludwigsburg por dos temporadas. En la campaña 2020-2021, durante 34 partidos presenta como media 9,9 puntos, 4,9 rebotes y 2,6 asistencias. En los PlayOffs promedia 8,2 puntos, 2,8 rebotes y 1,4 asistencias, en 9 desafíos.

## Selección nacional
En noviembre del 2021 fue convocado por primera vez desde el 2012 por la Selección de baloncesto de Cuba para participar en la Clasificación de FIBA Américas para la Copa Mundial de Baloncesto de 2023. 

### Participaciones con la selección
- Actualizado hasta el 24 de febrero de 2022.

| Torneo                        | Sede    | Resultado     |
| ----------------------------- | ------- | ------------- |
| Clasificación al Mundial 2023 | América | En transcurso |